# Busso von Hartze
Busso von Hartze (* um 1390, wohl auf der Rammelburg; † etwa nach 1461 in Aschersleben) war Gesandter und Bürgermeister der Stadt Aschersleben im 15. Jahrhundert.

## Herkunft
Er war ein Sohn des gleichnamigen Ministerialen Busso von Hartze († um 1400), 1383 Burgmann auf der Rammelburg, und dessen Gattin (sie war in anderer Ehe mit dem Ritter Hans von Röder aus Harzgerode († vor 1429) verheiratet gewesen). Vermutlich kam er auf/bei der Rammelburg oder in Harzgerode zur Welt. Busso hatte wenigstens den älteren Bruder Dietrich von Hartze (1429 in Harzgerode belehnt), sowie den Halbbruder Hans von Röder den Jüngeren (1429 in Harzgerode belehnt) als Geschwister.
Im Jahr 1414 wird eine Burg vor Harzgerode als denen vomne Hartze gehorig erwähnt, ebenso wie eine Wachstube rechts ahn die Porte mitsamt dortigen Einwohnern in der Stadt selbst (och mot die Inwohner der Fryhiet 3 Riesig to der Borgh geven to der Bewachung). Vermutlich war Busso also bereits um 1414 relativ vermögend.

## Leben
Nach seinem älteren Bruder Dietrich von Hartze, der von 1405 bis 1424 Ratsherr in Aschersleben war, erscheint Busso um 1422 als Bürger, von 1422 bis 1451 als Ratsherr und von 1428 bis 1452 sechsmal als Consul (regierender Bürgermeister) ebendort. 1427 war er Gesandter der Stadt Aschersleben in Halle. In den Jahren von 1436 bis 1440 wird er als Houvetmann (Stadthauptmann) von Aschersleben genannt. In einem 1438 verfassten Schreiben des Grafen Heinrich XXVI. von Schwarzburg an den Bischof Burchard von Halberstadt wird Busse von Hartze kurioserweise als an einer Hehlerei mit gestohlenen Pferden verwickelt und (neben weiteren 10 bis 12 Ratsherren) als Anstifter zum Mordbrennen beschuldigt. Im Jahr 1445 war er wiederum Gesandter der Stadt, diesmal in Magdeburg, wohl wegen des 1443 eingefädelten Verkaufs der Vogtei und Fürstenburg vor Aschersleben an den Rat und die Bürger.

## Belehnungen
Die Brüder Dietrich und Busso vom Hartze besaßen 1434 anhaltische Lehngüter in Sandersleben und Osmarsleben. 1436 wurde Busso wohl Erbe der Ilse Grove an einem Hof zu Westdorf. 1445 wird er, neben Hans Röder, als Erbe des noch lebenden Bruders Tiderich von Hartze bezeichnet, als alle drei Gebrüder mit den Sandersleber Gütern eines Simon vom Dale belehnt wurden. 1458 wurde er als Busse vom Harte vom Bischof von Halberstadt reichlich belehnt, u. a. mit der Arnstedter Warte, 3 Hufen auf dem Stadtfeld, 5 Morgen Landes bei Dalldorf und 2 Hufen Landes in Westdorf, wobei auch die Söhne Bussos Erwähnung fanden. 1458 war Busso auch Lehnsmann von Lorenz und Wilhelm von Hoym, in deren Halberstädter Lehnsbrief er als Afterlehnsmann genannt wird.

Allianzwappen Müller-Hartze (Tingierung hypothetisch)

## Familie
Aus der Ehe mit Ursula N.N. (zu Bussos Lebzeiten 1461 mit ½ Hufe Acker im Stadtfeld vor Aschersleben beleibzüchtigt) hatte er Söhne und wenigstens eine Tochter:
- Elisabeth von Hartze († 1483–91 in Aschersleben); ⚭ ebd. um 1453 Marcus Müller, Schultheiß und Bürgermeister ebd.[9], Ehe durch ein Allianzwappen[1] belegt.
- (?) Busso vom Hartze, 1472 und 1477 Ratsherr und 1480 Bürgermeister (Consul) in Aschersleben